# 1000人のピースウーマン
1000人のピースウーマン（英語 1000 PeaceWomen）は、2005年度ノーベル平和賞に1000人の女性を推薦しようという社会運動と、推薦された世界の女性1000人。

## 概要
2003年、スイスの国会議員らでつくるグループによって提唱され、企画案がノルウェー・ノーベル委員会に提示され好意的に迎えられた。スイス外務省からの初期資金提供を受け、多数の関係者による選定作業を経て、2005年、154の国と地域から1000人の女性が推薦されて、2005年度ノーベル平和賞に正式にノミネートされたが、受賞には至らなかった。
「女性が初めてノーベル平和賞を受賞してから100年目となる2005年に1000人の女性をノーベル平和賞に推薦することによって」「社会的・文化的差別を生み出す制度やイデオロギーに挑戦し、地域や世界の平和を構築し促進している女性たちの貢献を目に見えるかたちで称え、国際的な関心を喚起することが、ノミネート自体の目的」であったとされている。
のちにドキュメンタリー『1000人のピースウーマン』（監督：ガブリエラ・ノイハウス＆アンジェロ・スクデレッティ、制作：Offroad Reports、スイス、2005年、55分）がつくられ、書籍『もうひとつのノーベル平和賞―平和を紡ぐ1000人の女性たち』（金曜日、2008年12月)が出版された。